# Телекомунікаційні послуги
Телекомунікаційна послуга — продукт діяльності оператора та/або провайдера телекомунікацій, спрямований на задоволення потреб споживачів у сфері телекомунікацій.

## Визначення
Під телекомунікаційними послугами згідно Закону України «Про телекомунікації» розуміють результат діяльності або продукт оператора (провайдера), який має на меті задоволення потреб споживачів у прийманні та передаванні інформації.